# Ole Norrback
Johan Ole Norrback, född 18 mars 1941 i Övermark, är en finlandssvensk politiker (SFP) och diplomat.
Norrback avlade folkskollärarexamen 1965 och var 1967–71 ombudsman för Svenska folkpartiet i svenska Österbotten samt 1971–89 för Svenska Österbottens Landskapsförbund. Han var riksdagsman 1979–87 och 1991–99, ordförande i svenska riksdagsgruppen 1983-87 och partiordförande 1990-98. 
Norrback var politisk sekreterare i Trafikministeriet 1976–77. I tolv år var han minister utan avbrott, försvarsminister 1987–90, undervisningsminister 1990–91, trafikminister 1991-95 samt Europa- och utrikeshandelminister 1995-99; nordisk samarbetsminister 1991-99. Han lämnade därefter politiken för diplomatbanan och var 1999–2003 ambassadör i Oslo  samt 2003-2007 i Aten. 2007–08 var Norrback östersjökoordinator på utrikesministeriet.
Ole Norrback var sammanlagt minister i 4370 dagar. 
Norrback var ordförande i Nordiskt gränshinderforum sedan 2007-13, i styrelsen för Vasa Universitet  2010-13, i Svenska pensionärsförbundet sedan 2009 samt i Kulturfonden för Norge och Finland 2008-11. 2006 förlänades han ministertiteln av Finlands president Tarja Halonen.
Ole Norrback är far till politikern Anders Norrback.

## Utmärkelser
- Militärens förtjänstmedalj,  4 juni 1990[4]
- Kommendörstecknet av Finlands Vita Ros’ orden,  6 december 1990[5]
- Storkorset av isländska falkorden,  26 september 1995[6]
- Storkorset av Finlands Lejons orden,  6 december 1998[5]
- Storkorset av Isabella den katolskas orden,  29 januari 1999[7]
- Storkorsets hedersorden[8]
- Storkors av Södra korsets orden[8]
- Storkors av Chilenska förtjänstorden[8]
- Norska förtjänstordens storkors[8]

[Redigera Wikidata]